# بال‌مودار
بال‌مودار (نام علمی: Trichoptera) راسته‌ای از حشرات می باشد که ۱۲۰۰۰ گونه را در خود جای می‌دهد. بال‌مودارها حشراتی شبیه به شاپرک هستند که دارای دو بال مودار شبیه به هم هستند. این حشرات نسبت نزدیکی به پروانه‌سانان (شاپرک و پروانه) دارند. جامه‌بالان به دو راسته پولک‌بالان (پروانه‌سانان) و بال‌مودار تقسیم میشود.